# خلية بلعمية كبيرة
البَلْعَم [ج: بَلاعِم] أو بَلْعَمٌ كُبْرِيّ أو مُلْتَقِمَةٌ كَبِيرَة أو بَلْعَميَّة أو خَلِيَّةٌ بَلْعَمِيَّة كَبيرة أو الخلايا الأكولة الكبيرة أو الخلايا البلعمية الكبيرة أو الخلايا الأكولة (البالعات الكبيرة، البلعميات الكبرى) (بالإنجليزية: Macrophage)‏ خلايا مشتقة من الخلايا الوحيدة تساهم في المناعة اللانوعية والمناعة الخلوية النوعية عند الفقاريات. تنتمي البلاعم والخلايا الوحيدة إلى البلعميات. وتوجد متفرقة ومتناثرة في معظم الأنسجة الضامة ولكنها توجد بأعداد متزايدة في أعضاء معينة كخلايا كوبفر في الكبد والخلايا الدبيقية في الجهاز العصبي المركزي وفي الخلايا الحويصلية في الرئة وفي البريتون وتسمى الخلايا الأكولة البريتونية كما وتوجد في الأمعاء وتسمى الخلايا الأكولة الأمعائية وكذلك في الطحال وتسمى الخلايا الأكولة الطحالية والعقد الليمفية وبالتحديد في الخلايا المنسجة الجيبية أو الخلايا النسيجية الجيبية في النسيج الضام وتسمى هذه الخلايا بالخلايا الأكولة الثابتة لتواجدها في مكان واحد على عكس الخلايا الأكولة الحرة التي تتجول خلال الجسم. وللخلايا الأكولة دور في عملية البلعمة وقتل البكتيريا وإشهار مولدات الضد. كما تعتبر الخلية ناقضة العظم خلية أكولة كبيرة تقوم على استخلاص الكالسيوم من العظام.

## تنشيط الخلايا الأكولة
يتم تنشيط الخلايا الأكولة في النسيج عن طريق عدة منبهات لتقوم بعدد من الوظائف وبشكل رئيسي هناك مساران تنشيطيان للخلايا الأكولة:
1. المسار الكلاسيكي: يتم تحفيز هذا التنشيط بوساطة النواتج الثانوية الميكروبية كالسموم الداخلية المنشأ أو عن طريق إشارات مستمدة من الخلايا كالإنترفيرون غاما وعن طريق المواد الغريبة كالبلورات والأجسام الغريبة الأخرى. تنتج الخلايا الأكولة المنشطة كلاسيكيا إنزيمات الجسيمات الحالة كأكسيد النيتروجين والأنواع الأكسجينية التفاعلية ROS مما يحسن من قدرتها على قتل الميكروبات المبتلعة كما تفرز سايتوكينات تحفز الالتهاب ولهذه الخلايا دور هام في دفاع العائل ضد الميكروبات المبتلعة وفي العديد من التفاعلات الالتهابية المزمنة.
2. المسار البديل: يتم تحفيز هذا التنشيط عن طريق سايتوكينات عدا الإنترفيرون غاما؛ مثل الإنترلوكين 4 والإنترلوكين 13 التي تنتجها الخلايا الليمفية التائية وخلايا أخرى كالخلايا الصارية والخلايا الحمضية. ويكون نشاط الخلايا المنشطة بالمسار البديل في إصلاح الأنسجة المتضررة وليس نشاطا مضادا للميكروبات حيث أنها تفرز عوامل نمو وتحفز تكوين الأوعية وتنشط الخلايا الليفية اليافعة وتحفز على بناء الكولاجين.

## البنية

### الأنواع
تقع غالبية الخلايا الأكولة الكبيرة في أماكن يحتمل ظهور الغزو المايكروبي، مثل المسالك البولية والتناسلية، السبيل الشمي والذوقي، الغدد الدمعية، وحتى القناة الهضمية والسبيل التنفسي، كان هذا يعرف سابقا بالجهاز الشبكي البطاني، لكن تم تغيير الاسم لاحقا إلى نظام البلعمة أحادي النواة، ويتم تصنيف الخلايا الأكولة الكبيرة اعتمادا على موقعها التشريحي إلى:
| الخلية                                                          | الموقع التشريحي       |
| --------------------------------------------------------------- | --------------------- |
| بلاعم النسيج الدهني                                             | النسيج الدهني         |
| الخلايا الوحيدة                                                 | نخاع العظم والدم      |
| خلايا كوبفر                                                     | الكبد                 |
| المنسجات الجيبية                                                | العقد اللمفية         |
| البلاعم السنخية (الخلايا الغبارية)                              | الحويصلات الرئوية     |
| بلاعم الانسجة (المنسجات)، التي تتمايز إلى خلية جسم غريب عملاقة. | النسيج الضام          |
| خلايا دبقية صغيرة                                               | الجهاز العصبي المركزي |
| خلايا هوفباور                                                   | المشيمة               |
| خلايا مسراق الكبيبة                                             | الكلى                 |
| خلية ناقضة للعظام                                               | العظام                |
| خلية شبيهة بالظهارية                                            | الاورام الظهارية      |
| بلاعم النخاع الأحمر (خلايا البطانة الجيبية)                     | النخاع الاحمر والطحال |
| البلاعم الصفاقية (البريتونية)                                   | التجويف الصفاقي       |
| ليسوماك                                                         | رقعة باير             |

من الصعب إجراء التجارب والأبحاث حول خلايا كوبفر لأنها لا يمكن استخراجها إلا عن طريق التحليل الكيميائي المناعي أو استخراج عينات الخزع والتشريح، كما إنه من الصعب أيضا عزل هذه الخلايا من الفئران والجرذان، وبعد إجراء طرد مركزي لعينات هذه الخلايا، يمكن تقدير عددها بخمسة ملايين خلية فقط في الفأر الواحد.
ثبت ان الخلايا الأكولة الكبيرة تمتلك وظائف شبه صماوية في أعضاء معينة من الجسم، على سبيل المثال في الخصيتين تقوم البلاعم بالتواصل مع الخلايا البينية عن طريق الهايدرواوكسيكوليستيرول-25، وهو أوكسيستيرول يساهم في تصنيع هرمون التستوستيرون، كما إن البلاعم هناك تقوم بصناعة بيئة مناعية ممتازة في الخصيتين، كما إنها تتواسط في العقم إذا ما التهبت الخصيتان.
تشارك البلاعم غير الحرة القاطنة في أنسجة القلب في التوصيل الكهربائي القلبي، عن طريق التواصل في الموصلات الفجوية مع خلايا القلب العضلية.

## الوظيفة

### البلعمة
البلعميات الكبيرة خلايا وظيفتها البلعمة ومتخصصة للغاية في التخلص من الخلايا المحتضرة أو الميتة والحطام الخلوي. هذا الدور مهم في الالتهاب المزمن، ففي المراحل الأولى من الالتهاب تسيطر العدلات، التي تلتهمها البلعميات الكبيرة بعد انقضاء عمرها.
تنجذب العدلات في البداية إلى موقع ما، حيث تؤدي وظائفها وتموت، ثم تبتلعها البلعميات الكبيرة أو تبتلع مصائدها خارج الخلوية. في المواقع الالتهابية، تقضي الموجة الأولى من العدلات عمرها وبعد 48 ساعة، يتحفز ظهور البلعميات الكبيرة التي ستهضم العدلات الهرمة.
تتولى البلعميات الكبيرة الثابتة (البلعميات النسيجية) بشكل أساسي إزالة الخلايا المحتضرة، وتبقى بعد ذلك في مواقع إستراتيجية في الجسم كالرئتين والكبد والأنسجة العصبية والعظام والطحال والأنسجة، وتبتلع المواد الغريبة مثل العوامل الممرضة وتجند المزيد من البلعميات إذا لزم الأمر.
عندما تلتهم البلعميات الكبيرة العوامل الممرضة، يُحاصَر العامل الممرض في الجسم البلعمي، الذي يندمج بعد ذلك بالجسم الحالّ. داخل الجسم البلعمي، تهضم الإنزيمات والبيروكسيدات السامة العامل الممرض. أصبحت بعض الجراثيم، مثل المتفطرة السلية، مقاومة لوسائل الهضم هذه. تستخدم السالمونيلا التيفية الأجسام البلعمية في خلايا المضيف الحي لتكاثرها، وتمنع النشاط الهاضم للأجسام الحالة، وتسبب موت الخلية المبرمج. يمكن للبلعميات الكبيرة هضم أكثر من 100 جرثوم قبل أن تموت بتأثير مركباتها الهاضمة.

### دورها في المناعة المكتسبة
البلعميات خلايا متعددة الوظائف وتؤدي أدوارًا كثيرة. تشبه بوظائفها عاملي النظافة، إذ تخلص الجسم من الخلايا التالفة ومن الحطام الخلوي. البلعميات الكبيرة والخلايا التغصنية من الخلايا التي تقدم المستضدات، وهو دور حاسم في بدء الاستجابة المناعية. وبوصفها خلايا إفرازية، تُعتبر الوحيدات والبلعميات الكبيرة ضرورية لتنظيم الاستجابة المناعية وتطور الالتهاب؛ فهي تنتج مجموعة واسعة من المواد الكيميائية الفعالة (مونوكينات) تشمل الإنزيمات وبروتينات المتممة والعوامل التنظيمية مثل إنترلوكين 1. تحمل البلعميات الكبيرة أيضًا مستقبلات للمفوكين «تنشطها» لتصبح خلايا وحيدة الهدف ضد العضويات الدقيقة والخلايا السرطانية.
بعد هضم العوامل الممرضة، تقدم البالعات المستضد (وهو جزيء، يكون غالبًا بروتينًا موجودًا على سطح العامل الممرض ويستخدمه الجهاز المناعي وسيلةً للتعرف) المأخوذ من العامل الممرض إلى الخلية التائية المساعدة الموافقة. يُقدم المستضد من خلال دمجه في غشاء الخلية وعرضه مرافقًا لجزيء معقد التوافق النسيجي من النوع الثاني، لتعرف خلايا الدم البيضاء الأخرى أن البلعميات ليست عاملًا ممرضًا، رغم وجود مستضدات على سطحها.
يؤدي عرض المستضد في النهاية إلى إنتاج أضداد ترتبط بمستضدات العامل الممرض، ما يسهل التصاق البلعميات الكبيرة بالعامل الممرض من خلال الغشاء الخلوي وبدء البلعمة. تكون بعض العوامل الممرضة مقاومة جدًا للالتصاق بالبلعميات الكبيرة.
يؤدي تقديم المستضد على سطح البلعميات الكبيرة المصابة بالعامل الممرض (مع معقد التوافق النسيجي من النوع الثاني) في عقدة لمفية إلى تحفيز الخلايا التائية المساعدة من النمط 1 لتتكاثر (والسبب الأساسي إفراز إنترلوكين 2 من البلعميات الكبيرة). عندما تتعرف خلية بائية في العقدة اللمفاوية على هذا المستضد السطحي غير المعالج والمرتبط بالضد، يُلتقم المستضد ويُعالج. يُقدم المستضد المعالَج ضمن معقد التوافق النسيجي من النمط الثاني على سطح الخلية البائية. الخلايا التائية التي تمتلك المستقبلات التي تتعرف على معقد «المستضد-معقد التوافق النسيجي» (مع العوامل المحفزة المشتركة CD40 وCD40L) تجعل الخلية البائية تنتج الأضداد التي تساعد على هضم المستضد لتتمكن البالعات من التخلص من الجراثيم بصورة أسهل.
توفر البلعميات الكبيرة خط دفاع ضد الخلايا السرطانية والخلايا الجسمية المصابة بالفطور أو الطفيليات. حين تتعرف الخلية التائية على مستضدها الموافق على سطح خلية شاذة، تصبح خلية نشطة مؤثرة، وتنتج وسائط كيميائية تسمى لمفوكينات تحفز البلعميات الكبيرة لتصبح أكثر عدوانية.

## وسائط
- خلية أكولة كبيرة نشطة من نوع J774 تظهر وهي تبتلع أربع
 غبيرات بطريقة تعاونية. خلايا J774 تم معالجتها (معاملتها) بإضافة 5 نانو غرام/مل من الإنترفيرون غاما قبل ليلة واحدة من تصويرها مع الغبيرات. المراقبة للخلايا تمت كل 30 ثانية لمدة ساعتين ونصف.
- خليتان أكولتان حويصليتان بالغتا النشاط تظهران وهما تبتلعان غبيرات. مقدار تباطؤ مرور الزمن هو 30 ثانية لكل صورة كاملة على مدى ساعتين ونصف.

## اقرأ أيضا
- نظام المناعة
- خلية بائية
- خلية تي مساعدة
- خلية لمفاوية
- خلية تي قاتلة
- خلية بي ذاكرة
- خلية تي خام

## روابط خارجية
- الإيدز والخلايا الأكولة كتاب عن دور الخلايا الأكولة في تولد مرض الإيدز
- دور الخلايا الأكولة في تولد مرض الإيدز.
- معلومات عن الخلايا الأكولة على موقع إنسينسيز.
- www.macrophages.com موقع عن الخلايا الأكولة